# 능환
능환(能奐, ? ~ 936년 9월)은 후백제(後百濟)의 무신(武臣), 정치인(政治人), 역신(逆臣)이다.

## 생애
고려의 불교 승려 일연(一然)이 지은《삼국유사(三國遺事)》에서는 "능환이 후백제의 관리였고, 벼슬이 이찬(伊飡)이다"라고 기록되어 있다.
《삼국유사》에 따르면 935년에 후백제의 왕 견훤(甄萱)이 평소에 총애하던 아들인 금강(金剛)을 왕태자로 삼으려고 하자 이에 반발한 견훤의 첫째 아들인 신검(神劍)과 함께 반란을 일으켰다. 결국 신검은 아버지인 견훤을 폐위시켜서 금산사(金山寺)에 감금하였으며 금강을 암살하고 후백제의 왕이 되었다.
936년에 고려의 왕 태조 왕건(太祖 王建)이 견훤과 함께 10만 대군을 이끌고 후백제를 공격해왔다. 결국 마지막 싸움이었던 황산 전투(荒山 戰鬪)에서 신검과 함께 태조 왕건에게 투항했다. 투항 직전에 신검과 더불어 반란을 모의했던 혐의가 드러났고, 결국 고려군에 의하여 처형당했다.

## 능환이 등장하는 작품
- 《태조 왕건》(KBS, 2000년~2002년, 배우: 정진)
- 《제국의 아침》(KBS, 2002년~2003년, 배우: 정진)